# Olivier Mutis
| Estadísticas de Olivier Mutis | Estadísticas de Olivier Mutis |
| ----------------------------- | ----------------------------- |
| Origen:                       | San Martín, Francia           |
| Fecha de nacimiento:          | 2 de febrero de 1978          |
| Altura:                       | 1.75 m                        |
| Peso:                         | 71 kg                         |
| Juego:                        | Diestro                       |
| Profesional desde:            | 1996                          |
| Retiro:                       | 2006                          |
| Mejor Ranking ATP en Singles: | 71.º                          |

Olivier Mutis (San Martín, Francia; 2 de febrero de 1978) es un exjugador profesional de tenis.

## Títulos (7)

### Individuales (7)
| Leyenda                |
| Grand Slam (0)         |
| Tennis Masters Cup (0) |
| ATP Masters Series (0) |
| ATP Tour (0)           |
| Challengers (7)        |

| N.º | Fecha                    | Torneo                  | Superficie    | Oponente en la final             | Resultado   |
| --- | ------------------------ | ----------------------- | ------------- | -------------------------------- | ----------- |
| 1.  | 30 de junio de 1997      | Montauban, Francia      | Tierra batida | Horst Skoff (Austria)            | 6-3 7-6     |
| 2.  | 29 de julio de 2002      | Segovia, España         | Dura          | Fernando Verdasco (España)       | 6-4 6-2     |
| 3.  | 12 de agosto de 2002     | Graz, Austria           | Dura          | Filippo Volandri (Italia)        | 6-3 6-2     |
| 4.  | 2 de septiembre de 2002  | Aschaffenburg, Alemania | Tierra batida | Potito Starace (Italia)          | 6-4 6-0     |
| 5.  | 30 de septiembre de 2002 | Sevilla, España         | Tierra batida | Albert Portas (España)           | 6-3 7-5     |
| 6.  | 22 de marzo de 2004      | Saint-Brieuc, Francia   | Tierra batida | Christophe Rochus (Bélgica)      | 6-1 4-6 6-2 |
| 7.  | 21 de junio de 2004      | Reggio Emilia, Italia   | Tierra batida | Philipp Kohlschreiber (Alemania) | 6-2 0-6 6-3 |

### Finalista en individuales (3)
- 2000: Tampere (pierde ante Johan Van Herck)
- 2000: Eckental (pierde ante Jens Knippschild)
- 2002: Eisenach (pierde ante Tomáš Zíb).

### Dobles (0)
| Leyenda                |
| Grand Slam (0)         |
| Tennis Masters Cup (0) |
| ATP Masters Series (0) |
| ATP Tour (0)           |